# Joseph Gottwald
Joseph Gottwald (* 6. August 1754 in Wilhelmsthal, Grafschaft Glatz; † 25. Juni 1833 in Breslau, Provinz Schlesien) war ein deutscher Komponist und Organist am Breslauer Dom.

## Leben
Joseph Gottwald war der Sohn eines Mühlenbesitzers. Sein Vater brachte ihm erst das Klavierspiel bei, der Dorflehrer Rupprecht das Orgelspiel. Da seine musikalische Begagung schon früh erkannt wurde, gab ihn sein Vater zur Ausbildung und als Chorknabe zu den Breslauer Dominikanern.
Dort vervollkommnete er sein Orgelspiel so weit, dass er nach dem Stimmbruch (mit 15–16 Jahren) als Organist an der Dominikanerkirche St. Adalbert angestellt werden konnte. Damals freundete er sich mit dem Medizinstudenten Amand Schmidt an, der ihn dazu ermutigte, Musiktheorie im Selbststudium zu erlernen; hierfür lieh er ihm die nötigen Bücher.
Mit 29 Jahren bewarb er sich um den vakanten Posten des Domorganisten der damals vereinigten Dom- und Kreuzkirche und konnte sich im Wettbewerb am 23. Juli 1783 gegen drei andere Kandidaten durchsetzen. Dieses Amt bekleidete er fast 50 Jahre. Ab 1819 war er nur noch Organist am inzwischen abgetrennten St. Johannes Dom, während die Kreuzkirche in der Zwischenzeit 1810 säkularisiert und später entwidmet worden war. Damit sank auch sein ohnehin bescheidenes Einkommen von ursprünglich nur 150 Reichstalern jährlich. Lange Zeit galt er als der beste Organist Schlesiens.
Da die Römisch-katholische Kirche wegen der Auswirkungen der Säkularisation an Kunst und Musik sparen musste, hatte er selten Gelegenheit, sein Können voll zur Geltung zu bringen. Nach dem Tod des langjährigen Domkapellmeisters Johann Georg Clement 1794 blieb das Amt bis 1805 aus Sparsamkeitsgründen unbesetzt.
Um 1830 wurde Gottwald der Coadiutor Joseph Franz Wolf zur Seite gestellt, der ihn später ganz ersetzen sollte. Joseph Gottwald spielte an seiner Orgel fast bis zu seinem Tode.
Carl Julius Adolph Hugo Hoffmann beschreibt ihn als „wahrhaft frommen und kindlich-religiösen Charakter“. Seit dem 21. Oktober 1784 war Joseph Gottwald mit N. N. Schiffner verheiratet. Weiteres ist nicht bekannt.

## Tagebücher
Ein Zeitzeugnis hinterließ Joseph Gottwald in Form seiner Tagebücher, die er zwischen 1783 und 1831 verfasste. Sie befinden sich im Erzbischöflichen Archiv zu Breslau. Es fehlen die Jahrgänge 1815–1823.
Von seiner Bescheidenheit zeugt, dass er nur wenig über sich selbst und seine Arbeit schrieb. Häufig kommentierte er allerlei „Merkwürdigkeiten“, wie Naturphänomene, u. a. das Oder-Hochwasser, den Eisgang, Erdbeben und Wetteranomalien. Es empörte ihn jede Unmenschlichkeit, Willkür und Barbarei und das militaristische Gehabe Preußens. Er kritisierte Napoleon Bonaparte wegen der Kaiserkrönung und hielt die Ausrufung der Brieger Republik (4. September 1797) für eine Verschwörung. Die Besetzung Breslaus durch die Franzosen kam ohne patriotisches Lamento aus.
Viel Platz nehmen die Sterbevermerke ein, oft mit kurzen Kommentaren, die insbesondere bei Musikern seine Meinung wiedergeben: Johann Rudolf Zumsteeg (1802) attestierte er „große Kenntnisse“. Mozart war für ihn „der große Komponist“. Johann Adam Hiller schrieb er am 16. Juni 1804 „Wieviel der große Mann zur praktischen und theoretischen Musik beigetragen hatte, ist bekannt.“ Haydn „starb im 79. Jahr seines ruhmvollen Alters.“
Er lobte Carl Maria von Weber, während er einige Kollegen, die er am wenigsten schätzte, mit Nichterwähnung strafte, z. B. Carl Ditters von Dittersdorf oder Joseph Ignaz Schnabel. Immerhin schrieb er auch über Beethoven: „26.III.1827. Starb in Wien der große Klavierspieler, der eine neue Bahn brach, Sinfonien zu schreiben, wie seine letzten 4 oder 5 beweisen.“ Ohne den ungeliebten Schnabel hätte er ihn jedoch kaum kennen gelernt.

## Schaffen
Als Domorganist schrieb Gottwald ausschließlich Kirchenmusik. Carl Julius Adolph Hugo Hoffmann zählt folgende Werke auf: 10 Hymnen, zwei Vespern, drei Fastenmessen, sechs Offertorien. Ein Gesamtverzeichnis seiner Werke fehlt.
Zugeschrieben wird ihm ein großer Teil des von Moritz Brosig veröffentlichten Werks: Sieben leicht ausführbare lateinische Kirchgesänge (Gradualien, Offertorien) für gemischten Chor und Orgel.